# Красноармеец (почтовая марка)
«Красноарме́ец» оранжевого цвета — 70-рублёвая беззубцовая оранжевая почтовая марка РСФСР четвёртого (по другой классификации — третьего) стандартного выпуска (ЦФА [АО «Марка»] #75а; Mi #210BF), выпущенная в декабре 1922 — январе 1923 года. Представляет собой двойную ошибку печати и является одной из редчайших марок.

## Описание
На марке оранжевого цвета изображён красноармеец. Автор рисунка, мастер русской классической гравюры А. И. Троицкий, выполнил его в технике ксилографии со скульптуры Ивана Шадра. Художник орнаментальной рамки — А. Г. Якимченко.
Номинал марки 70 рублей. Без зубцов, отпечатана типографским способом.

## История и редкость
В «Каталоге почтовых марок СССР 1918—1974» (1976) указывалось, что оранжевая марка 70-рублёвого достоинства встречалась в 100-марочных листах, а также в 25-марочных листках. Появление этой марки — результат двойной ошибки, возникшей следующим образом:
1. При печатании в оранжевом цвете листов 100-рублёвых марок той же серии с зубцами 14:14½ (ЦФА [АО «Марка»] № 80), состоящих из 100 штук марок и подразделённых полями на 4 листка, по 25 марок в каждом, на 72-е место (в третьем нижнем левом листе) в печатную форму ошибочно было включено одно клише 70-рублёвой марки. Произошло это при замене изношенного клише в печатной форме 100-рублёвых марок. Отсюда ошибка цвета: 70-рублёвая зубцовая оранжевая марка вместо лиловой (ЦФА [АО «Марка»] № 75). Этот вид полиграфической ошибки — когда клише одной марки попадает на лист другой — известен под романтическим названием «кукушкино яйцо»[3].
2. Та же марка, но уже без зубцов появилась в результате того, что несколько таких листов 100-рублёвых марок с ошибочным включением одной 70-рублёвой марки не были перфорированы и в таком виде из типографии Гознака были переданы Народному комиссариату почт и телеграфов.

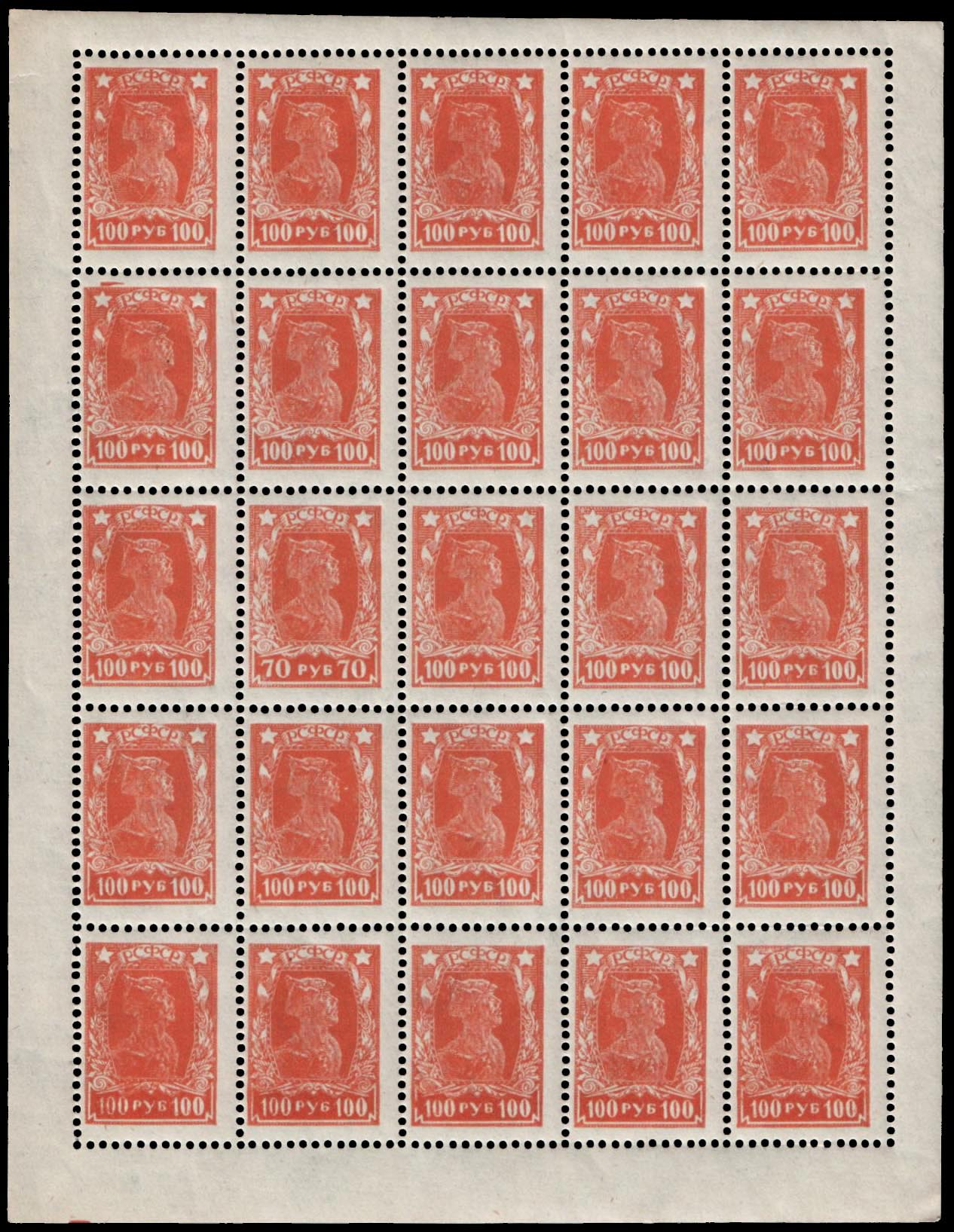
Перфорированный 25-марочный листок, в котором 12-я марка отпечатана в 70-рублёвом достоинстве вместо 100-рублёвого

Всего таких экземпляров оказалось немного, поскольку ошибку быстро заметили и исправили. Позднее 70-рублёвая беззубцовая оранжевая марка РСФСР была обнаружена только в трёх коллекциях, не считая государственной. В Государственной коллекции знаков почтовой оплаты при Центральном музее связи имени А. С. Попова раритетный «Красноармеец» оранжевого цвета представлен в виде части листа из 25 марок, в котором 12-я марка имеет 70-рублёвый номинал вместо 100-рублёвого.
По данным на 2005 год, одиночная марка оценивается в каталоге «Ивер и Телье» в 2500 евро (Yt #207b). Каталог «Стандарт-Коллекция» (2009) указывает для целого марочного листа с 70-рублёвой маркой цену в 8 млн рублей.